# Josep d'Alexandria
Josep d'Alexandria (en llatí Josephus, en grec antic Ἰώσηπος o Ἰώσηππος) fou ardiaca d'Alexandria. Va assistir al concili de Constantinoble considerat el vuitè Concili Ecumènic per l'església catòlica, celebrat per ordre de l'emperador Basili el Macedoni l'any 869, en representació del patriarca d'Alexandria, Miquel. Va presentar un escrit al concili que es conserva en la seva versió llatina.